# Keith Gardner
Keith Alvin Saint Hope Gardner (Kingston, 6 settembre 1929 – Livingston, 25 maggio 2012) è stato un velocista e ostacolista giamaicano.

## Biografia
La sua prima competizione di rilievo internazionale risale al 1954, quando prese parte alla settima edizione dei Giochi centramericani e caraibici a Città del Messico, dove conquistò due medaglie d'oro nelle staffette 4×100 e 4×400 metri, l'argento nei 110 metri ostacoli e il bronzo nel salto in lungo. Nello stesso anno partecipò ai Giochi dell'Impero e del Commonwealth Britannico di Vancouver: conquistò la medaglia d'oro nelle 120 iarde a ostacoli e ottenne buone prestazioni anche nel salto in lungo e nelle due staffette.
Nel 1955 conquistò due medaglie d'argento ai II Giochi panamericani di Città del Messico nei 110 metri ostacoli e nella staffetta 4×400 metri (mentre si classificò quarto nei 100 metri piani). L'anno successivo vide la partecipazione alla sua prima Olimpiade: a Melbourne 1956 raggiunse la finale nella staffetta 4×400 metri, subendo però una squalifica, mentre non superò le batterie nei 100 metri piani e nei 110 metri ostacoli.
Nel 1958 portò a casa due medaglie d'oro, una d'argento e una di bronzo ai Giochi dell'Impero e del Commonwealth Britannico di Cardiff, rispettivamente nelle 100 iarde e nelle 120 iarde a ostacoli, nelle 220 iarde e nella staffetta 4×440 iarde.
Ai Giochi olimpici di Roma 1960, dove gareggiò con la maglia della Federazione delle Indie Occidentali, si classificò quinto nei 110 metri ostacoli, ma conquistò la medaglia di bronzo nella staffetta 4×400 metri con i compagni di squadra George Kerr, James Wedderburn e Mal Spence.

## Palmarès
| Anno                                      | Manifestazione                                   | Sede              | Evento         | Risultato | Prestazione      | Note              |
| ----------------------------------------- | ------------------------------------------------ | ----------------- | -------------- | --------- | ---------------- | ----------------- |
| In rappresentanza della Giamaica          |                                                  |                   |                |           |                  |                   |
| 1954                                      | Giochi CAC                                       | Città del Messico | 110 m hs       | Argento   | 14"5             | a                 |
| 1954                                      | Giochi CAC                                       | Città del Messico | Salto in lungo | Bronzo    | 7,02 m           | a                 |
| 1954                                      | Giochi CAC                                       | Città del Messico | 4×100 m        | Oro       | 41"06            | a                 |
| 1954                                      | Giochi CAC                                       | Città del Messico | 4×400 m        | Oro       | 3'12"25          | a                 |
| 1954                                      | Giochi dell'Impero e del Commonwealth Britannico | Vancouver         | 120 iarde hs   | Oro       | 14"2             | Record dei Giochi |
| 1954                                      | Giochi dell'Impero e del Commonwealth Britannico | Vancouver         | Salto in lungo | 9º        | 6,66 m           |                   |
| 1954                                      | Giochi dell'Impero e del Commonwealth Britannico | Vancouver         | 4×110 iarde    | 6º        | 42"3             |                   |
| 1954                                      | Giochi dell'Impero e del Commonwealth Britannico | Vancouver         | 4×440 iarde    | 6º        | 3'19"0           |                   |
| 1955                                      | Giochi panamericani                              | Città del Messico | 100 m piani    | 4º        |                  |                   |
| 1955                                      | Giochi panamericani                              | Città del Messico | 110 m hs       | Argento   | 14"74            |                   |
| 1955                                      | Giochi panamericani                              | Città del Messico | 4×400 m        | Argento   | 3'12"63          |                   |
| 1956                                      | Giochi olimpici                                  | Melbourne         | 100 m piani    | Batteria  | 11"1             |                   |
| 1956                                      | Giochi olimpici                                  | Melbourne         | 110 m hs       | Batteria  | 14"6             |                   |
| 1956                                      | Giochi olimpici                                  | Melbourne         | 4×400 m        | Finale    | dq               |                   |
| 1958                                      | Giochi dell'Impero e del Commonwealth Britannico | Cardiff           | 100 iarde      | Oro       | 9"66             |                   |
| 1958                                      | Giochi dell'Impero e del Commonwealth Britannico | Cardiff           | 220 iarde      | Argento   | 21"11            |                   |
| 1958                                      | Giochi dell'Impero e del Commonwealth Britannico | Cardiff           | 120 iarde hs   | Oro       | 14"20            | w                 |
| 1958                                      | Giochi dell'Impero e del Commonwealth Britannico | Cardiff           | 4×440 iarde    | Bronzo    | 3'10"08          |                   |
| In rappresentanza delle Indie Occidentali |                                                  |                   |                |           |                  |                   |
| 1960                                      | Giochi olimpici                                  | Roma              | 110 m hs       | 5º        | 14"4 (14"55)     |                   |
| 1960                                      | Giochi olimpici                                  | Roma              | 4×400 m        | Bronzo    | 3'04"0 (3'04"13) |                   |